# Algua
Algua ist eine Gemeinde mit 685 Einwohnern (Stand 31. Dezember 2023) in der Provinz Bergamo in der italienischen Region Lombardei. 

## Geographie
Algua liegt etwa 15 km nördlich der Provinzhauptstadt Bergamo und 60 km nordöstlich der Millionen-Metropole Mailand.
Die Nachbargemeinden sind Aviatico, Bracca, Costa Serina, Nembro, San Pellegrino Terme, Selvino, Serina und Zogno.